# ABC News (телеканал, Австралія)
ABC News (раніше ABC News 24; також згадується як ABC News channel) — австралійський 24-годинний канал новин. Запущений та належить Australian Broadcasting Corporation. У четвер, 22 липня 2010 року в 7.30 за місцевим часом телеканал був замінений на телеканал високої чіткості ABC HD.